# Програма партнерства України та ООН (2018—2022)
Рамкова програма партнерства між Урядом України та ООН на 2018—2022 роки

## Історія
Програму 30 листопада 2017 підписали Перший віце-прем'єр-міністр України — Міністр економічного розвитку і торгівлі України Степан Кубів та Координатор системи ООН в Україні Ніл Вокер.

## Вміст

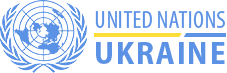
Логотип представництва ООН в Україні

Очікуваний бюджет програми 675 мільйонів доларів США.
Програма визначає основу стратегічного планування та діяльності системи ООН в Україні на 2018—2022 роки відповідно до 4-х головних напрямів партнерства:
1. Стале економічне зростання, довкілля і зайнятість.
2. Рівний доступ до якісних та інклюзивних послуг і соціального захисту.
3. Демократичне врядування, верховенство права і громадська участь.
4. Безпека громадян, соціальна єдність і відновлення з особливим акцентом на сході Україні.

## Основні угоди
Установами ООН та Урядом України підписані такі документи:
1. Стратегія партнерства між Продовольчою та сільськогосподарською організацією ООН (ФАО) та Урядом України від 13 липня 2016 року;
2. Угода між Урядом України і Міжнародною організацією з міграції про статус цієї організації в Україні і про співробітництво в сфері міграції від 3 грудня 1999;
3. Програма гідної праці МОП для України на 2016—2019 роки, підписана Міністерством соціальної політики від імені Уряду України та Міжнародною організацією праці;
4. Угода між Урядом України та Управлінням Верховного комісара ООН з прав людини про розміщення короткотермінової моніторингової місії ООН з прав людини в Україні від 31 липня 2014;
5. Угода між Урядом України і Програмою розвитку Організації Об'єднаних Націй від 18 червня 1993 року (Стандартна базова угода про допомогу — СБУД). На підставі Статті І параграфа 2 СБУД, Уряд України отримає доступ до допомоги ПРООН Україні, і цю допомогу буде надано та одержано згідно з відповідними постановами та рішеннями компетентних органів ПРООН, а також у залежності від наявності необхідних коштів ПРООН. Зокрема, виконавчий комітет ПРООН своїм рішенням 2005/1 від 28 січня 2005 року схвалив нові фінансові положення та правила, і, разом із ними, нові визначення термінів «виконання» та «впровадження», що дає змогу ПРООН у повному обсязі впровадити нові «Спільні процедури складання програм допомоги країнам» на підставі ініціативи зі спрощення та гармонізації, розробленої Групою Розвитку ООН. Із врахуванням цього рішення, цей План дій програми ПРООН в Україні (ПДПУ) разом із складеними у відповідності з ним річними робочими планами (які мають становити частину цього ПДПУ та бути включеними до нього за посиланням) сукупно складають проєктний документ, на який посилається СБУД;
6. Обмін листами від 22 березня 2006 року затверджує, що відносини Фонду народонаселення ООН та Уряду України регулюються Стандартною базовою угодою про допомогу між Урядом України та ПРООН від 18 червня 1993 року з урахуванням відповідних змін;
7. Угода між Урядом України та Управлінням Верховного комісара ООН у справах біженців від 23 вересня 1996, ратифікована Верховною Радою України 21 жовтня 1999 року;
8. Основна Угода про співробітництво між Дитячим Фондом Організації Об'єднаних Націй та Урядом України від 7 вересня 2008 року;
9. Угода між Урядом України та Управлінням ООН з обслуговування проєктів (ЮНОПС) про відкриття Офісу ЮНОПС в Україні від 22 листопада 2016 року;
10. Основна угода між Урядом України та Продовольчою програмою ООН про допомогу
11. Базова угода між Урядом України і Всесвітньою організацією охорони здоров'я про встановлення відносин технічного консультативного співробітництва від 12 червня 1997 року; та Дворічна угода про співробітництво між Міністерством охорони здоров'я України та Європейським регіональним бюро Всесвітньої організації охорони здоров'я на 2006/2007 рр.;
12. Згідно з положеннями Стандартної базової угоди про допомогу від 18 червня 1993 року, Уряд України визнає Програму Волонтери ООН (UNV), та структуру Організації Об'єднаних Націй з питань гендерної рівності та розширення прав і можливостей жінок (ООН Жінки) із уврахуванням відповідних змін;

Для всіх установ ООН: Допомога Уряду України повинна бути доступна та має бути надана й отримана відповідно до належних резолюцій і рішень керівних структур відповідних установ системи ООН.

## Стан реалізації угод
За даними ООН, у 2016 організації системи ООН мобілізували 212,5 млн дол. США на цілі допомоги Україні, з них 70 млн дол. США були мобілізовані ПРООН. За обсягами ресурсів і портфелем проєктів програмна діяльність ПРООН в Україні є однією з найбільших в регіоні Європи.
У 2017 організації системи ООН мають намір залучити 269,3 млн дол. США на цілі допомоги Україні, з них 80 млн дол. США — в частині Програми розвитку ООН.